# Belaid Abdessalam

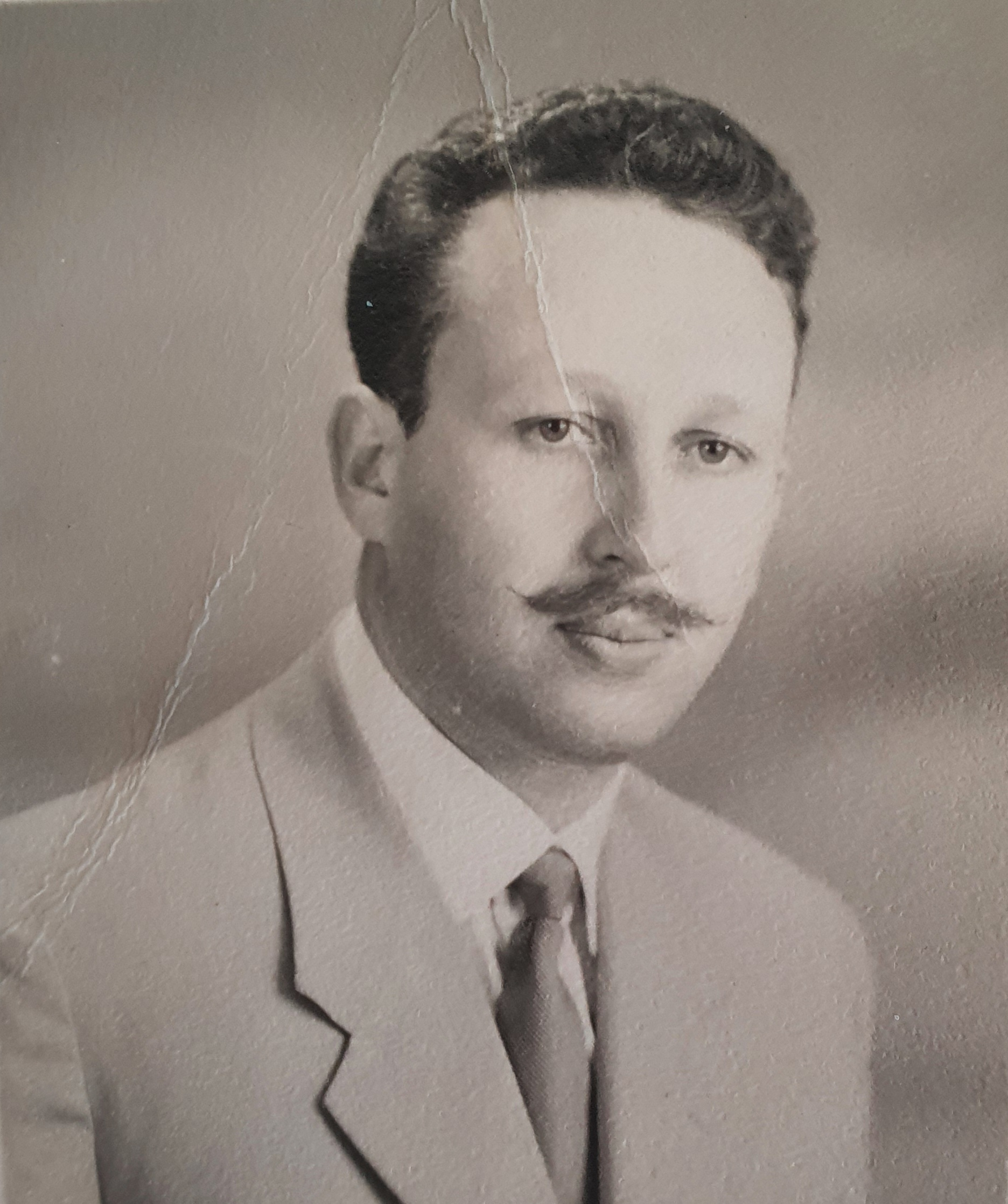
Belaid Abdessalam

Belaid Abdessalam (arabisch بلعيد عبد السلام, DMG Balʿaid ʿAbd as-Salām; * 20. Juli 1928 in Ain Kebir; † 27. Juni 2020 in Algier) war vom 8. Juli 1992 bis zum 21. August 1993 Premierminister von Algerien.

## Leben
Belaid Abdessalam entstammte einer wohlhabenden Familie und studierte an der Universität von Algier sowie anschließend in Grenoble Medizin. Während er sich diesen Hochschulstudien widmete, gehörte er 1953 auch zu den Gründern der Union Générale des Étudiants Musulmans Algériens. Er war während des algerischen Unabhängigkeitskampfes gegen Frankreich seit 1955 ein Mitglied der FLN. Nach der 1958 erfolgten Gründung der zunächst von Ferhat Abbas geleiteten provisorischen Exilregierung der FLN (Gouvernement provisoire de la République algérienne, GPRA) gehörte ihr Abdessalam als Kabinettschef des Sozialministers an. Ahmed Ben Bella wurde nach dem Ende des Befreiungskriegs erster Präsident des unabhängigen Algerien, und Abdessalam fiel unter seiner Regierung 1963 die Aufgabe der Einrichtung und Eröffnung des staatlichen Mineralölunternehmens Sonatrach zu. Danach war er von 1965 bis 1977 Energie- und Wirtschaftsminister in der Regierung von Houari Boumedienne. Unter seiner Führung stieg der Grad der algerischen Industrialisierung bedeutend. Er spielte im Februar 1971 eine maßgebliche Rolle bei der Verstaatlichung der französischen Konzessionen auf algerische Erdöl- und Erdgasvorkommen.
Von April 1977 bis März 1979 war Abdessalam Minister für Leichtenergie, musste aber wegen angeblicher Misswirtschaft zurücktreten. Von Februar 1979 bis Juni 1980 gehörte er dem Politbüro der FLN an. Danach zog er sich ein Jahrzehnt aus dem politischen Leben zurück. Ab 1989 opponierte er gegen Präsident Chadli Bendjedid und trat bei den Parlamentswahlen 1991 als unabhängiger Kandidat an. Im Juli 1992 wurde er Premierminister und suchte nun die einbrechende Wirtschaft zu stabilisieren. Während seiner Amtszeit verschärfte sich der Bürgerkrieg zwischen der algerischen Regierung und den islamistischen Rebellen. Im August 1993 wurde er entlassen. Er kandidierte im Januar 1999 bei den Präsidentschaftswahlen, blieb aber aufgrund geringer Unterstützung erfolglos. Am 27. Juni 2020 starb er im Alter von 91 Jahren in Algier.